# عبدی یمینی
عبدالرضا یمینی (۲۹ خرداد ۱۳۳۲ – ۲۴ تیر ۱۳۸۸) که با نام عبدی یمینی شناخته می‌شد، آهنگساز، تنظیم‌کننده، رهبر ارکستر و نوازندهٔ ایرانی بود.

## زندگی‌نامه
عبدالرضا یمینی مشهور به عبدی یمینی در سال ۱۳۳۲ خورشیدی در شهر تهران متولد شد. وی از کودکی شیفتهٔ موسیقی بود و علی‌رغم مخالفت‌های پدرش، زندگی خود را وقف موسیقی نمود.
وی از نوجوانی با نواختن اغلب سازهای غربی رایج در ارکسترهای ایرانی، و به‌ویژه با گیتار و کیبورد و پیانو آشنا شد و در سنین جوانی، به عنوان نوازنده به ارکستر برخی خوانندگان روز پیوست.
وی از جمله نوازندگان شبه کنسرتی بود که فریدون فروغی در سال ۱۳۵۸، نخستین آهنگ‌های بعد از انقلاب خود را به‌همراه آنان اجرا نمود. این کار که در استودیو ضبط می‌شد، نقطهٔ عطفی در فعالیت هنری عبدی یمینی محسوب می‌شد.

### خروج از ایران
یمینی پس از آن برای ادامه تحصیل به انگلستان مهاجرت کرد و پس از به پایان رساندن تحصیلات مقدماتی موسیقی خود در ساوثِند کالج «Southend College» انگلستان، تحصیلات عالی موسیقی را در دانشگاه «University of Surrey» انگلیس ادامه داد و سرانجام در سال ۱۹۸۳ با اخذ درجه فوق لیسانس فارغ‌التحصیل گردید. وی همچنین مدتی به اتریش رفت و در وین به یادگیری مبانی موسیقی کلاسیک پرداخت.
در نهایت وی توانست علاوه بر اخذ مدرک فوق لیسانس در رشتهٔ موسیقی، به تکمیل دانش موسیقایی خود بپردازد و پس از طی دوره‌های خویش در لندن و وین در سال ۱۳۶۲ خورشیدی فارغ‌التحصیل شود و فعالیت هنری خویش را به شکل گسترده‌تر و حرفه‌ای تری دنبال نماید.
عبدی یمینی فعالیت‌های هنری خود را از دههٔ هشتاد میلادی با تشکیل یک گروه موسیقی در همراهی با آرمیک آغاز کرد. البته حضور عبدی این بار منحصر به نوازندگی او نبود و در زمینه‌های دیگر همچون تنظیم و آهنگسازی و رهبری ارکستر نیز در گروه مذکور فعالیت داشت. در این گروه که پس از چندی به یکی از بهترین گروه‌های موسیقی در دههٔ ۸۰ میلادی تبدیل شد، عبدی به‌عنوان رهبر ارکستر و نوازندهٔ کیبورد فعالیت می‌کرد و نوازندگانی چون آرمیک وی را همراهی می‌نمودند. گروهی که عبدی یمینی گرد هم آورده بود، شامل بهترین نوازندگان می‌شد و به‌ویژه با تنظیم و اجرای ترانه‌های داریوش اقبالی این گروه بین مردم شناخته شد.
البته عبدی یمینی در وهلهٔ نخست یک تنظیم‌کننده خارق‌العاده بود. تنظیم‌کننده‌ای که آثارش همگی نشانگر هنر تنظیم و ساختارشکنی او در دههٔ ۸۰ میلادی است و وی را به‌عنوان هنرمندی برجسته معرفی می‌کند. نخستین تنظیم جدی عبدی یمینی، تنظیم ملودی «دلبر» فرید زولاند بود که با صدای ابی منتشر شد. (تو ای بال و پر من رفیق سفر من …)
یمینی پس از آن، همکاری خود را به‌عنوان نوازنده و رهبر ارکستر با خوانندگان پاپ ایرانی از جمله خود اِبی آغاز کرد.
وی همچنین در مقام آهنگساز و به‌ویژه تنظیم‌کننده نیز با سایر خوانندگان ایرانی شروع به فعالیت نمود و در زمانی نه چندان طولانی با تنظیم‌های به‌روز و مناسب خویش، توانست خود را به‌عنوان موزیسینی بزرگ مطرح کند. از همکاری‌های عبدی یمینی به‌عنوان آهنگساز و تنظیم‌کننده، می‌توان جدای از همکاری همیشگی‌اش با داریوش و تا حدی با ابی و همکاری او با خوانندگانی چون معین، منصور، هاتف، شهیار قنبری و… اشاره کرد.
اوج فعالیت‌های وی از میانهٔ دهه شصت تا اواخر دههٔ هفتاد خورشیدی بود و در این مدت نام وی در همراهی با خوانندگانی چون داریوش، ابی، شهره، لیلا فروهر، معین، منصور، عارف، نوش آفرین، فرزین، شهیار قنبری، ناهید، شهرام شب‌پره، امید، هاتف و… به‌عنوان آهنگساز و تنظیم‌کننده و رهبر ارکستر در کنسرت‌هایشان همواره به چشم می‌خورد.
از بهترین کارهای وی در این دوران آلبوم «امان از…» با صدای داریوش اقبالی می‌باشد که آهنگسازی و تنظیم تمامی تمامی ترانه‌های این آلبوم که سرودهٔ شهیار قنبری بود، توسط او انجام گرفت. این آلبوم در سال ۱۹۹۲ میلادی (۱۳۷۱ خورشیدی) منتشر شد. در واقع برای مدتی عبدی و داریوش و شهیار قنبری مثلث هنری متفاوتی را در عرصهٔ موسیقی پاپ ایرانی ایجاد کردند که به نوعی یادآور مثلث هنری «اسفندیار منفردزاده، فرهاد و شهیار قنبری» در نسل پیش از آن‌ها بود.
از جمله زیباترین ملودی‌های خلق شده توسط عبدی یمینی در این دوران، ملودی ترانهٔ «به بچه‌هامون چی بگیم» با کلام اردلان سرفراز و صدای داریوش اقبالی بود. تنظیم شاهکار عبدی در این کار و استفاده از ساز گیتار برای همخوانی کلام و ملودی، به نوعی منحصر به‌فرد محسوب می‌شد.
یکی از کارهای بزرگ و شاخصی که عبدی یمینی در این سال‌ها و طی مدت همکاری با داریوش به انجام رساند و تاکنون چندان به آن پرداخته نشده‌است، بازسازی مجدد برخی از آهنگ‌های دههٔ ۵۰ بود که با صدای داریوش اجرا شده بود. آهنگ‌هایی که اگر چه ملودی‌های بسیار قوی و همچنین تنظیم‌های خوبی برای سالهای دههٔ پنجاه به‌شمار می‌آمدند، ولی برای دهه‌های بعد کمی کهنه و غبارآلود به نظر می‌رسیدند. امّا عبدی با تنظیم مجدد و گسترش ملودی بعضی از این آهنگ‌ها، کاری به مراتب شنیدنی تر از اصل آن‌ها را عرضه کرد. ترانه‌هایی مانند «رهگذار عمر»، «وطن پرندهٔ پَر در خون»، «به من نگو دوست دارم»، «علی کنکوری»، «جنگل»، «بن‌بست»، «اجازه»، «خونه»، «شقایق»، «زندونی»، «پریا» و… نمونه‌هایی از این ترانه‌های بازسازی شده هستند که در آلبوم صحنه ۱ و ۲ ارائه شده‌اند. در این زمینه برخی حتی اجراهایی که با تنظیم عبدی ضبط شده‌اند را به اجرای اورجینال این آهنگ‌ها ترجیح می‌دهند.
رهبری ارکستر داریوش در جریان کنسرت‌های او از مهمترین کارهای انجام شده توسط یمینی بود، طوری‌که کیفیت کنسرت‌های داریوش پیش و پس از همراهی عبدی یمینی با وی، تفاوت بسیار زیاد و واضحی را نشان می‌دهد. اساساً بسیاری این موضوع که کنسرت‌های دههٔ نود میلادی داریوش همواره با رهبری عبدی یمینی و آرمیک همراه بوده‌ را نشان‌دهندهٔ دقت و توجه و ارزشی می‌دانند که داریوش با همکاری با این هنرمندان بزرگ به کارش داده‌است.
البته عبدی علاوه بر نوازندگی و تنظیم و رهبری ارکستر برای داریوش در ارکستر هایده و معین نیز حضور چشم‌گیری داشت. به‌شکلی که در آخرین شب برنامهٔ هایده او نیز حضور داشت.
عبدی همچنین تنظیم چهار آلبوم بی‌کلام با نام «آن روزها» به نوازندگی ویلن فرید فرجاد را برعهده داشت.
کارهای منتشر نشده بسیاری هم از این تنظیم‌کننده برجسته باقی‌مانده که می‌توان به آلبوم «عزیز قصه» با صدای عارف اشاره کرد که عبدی چند کار در این مجموعه آهنگسازی یا تنظیم کرده یا آلبومی با صدای داریوش در فضای عرفانی با اشعار حافظ که تمام بار موسیقی آن برعهده یمینی بوده‌است و کارهایی دیگر که برخی از آن‌ها تاکنون منتشر شده‌اند.
همچنین یکی از آخرین کارهای شنیده‌شده عبدی تنظیم آهنگ «سفیر» با صدای هاتف بود.

## بازگشت به ایران
عبدی یمینی که از اواخر دههٔ ۹۰ میلادی فعالیت‌های هنری‌اش کم‌تر شده بود، در اواسط سال ۱۳۷۷ (۱۹۹۸ میلادی) لس آنجلس را ترک کرده و به ایران بازگشت و به همکاری با خوانندگان جوان داخل کشور از جمله محمد خاکپور، در زمینهٔ تنظیم و آهنگسازی پرداخت.
برخی علت بازگشت یمینی به ایران در دههٔ نود را به دلیل مشکلات شخصی وی دانسته‌اند. امّا داریوش اقبالی که از دوستان نزدیک او به‌شمار می‌آید، علت این بازگشت را خستگی و دلزدگی او از فضای محافل هنری لس آنجلسی ذکر کرده‌است.
البته برخی هم عبدی را هنرمندی در اوج زایش و آفرینش توصیف می‌کنند که بازگشت او به ایران با نوعی توقف در روند کار هنری او همراه بوده‌است. توجیه این افراد این است که کارهایی که عبدی یمینی برای محمد خاکپور انجام داده‌است، گرچه کارهای زیبایی بوده‌اند، ولی در مقایسه با میراثی که وی از خود در لس آنجلس به جا گذاشته‌است، خیلی کم به نظر می‌رسد.
به هر حال پس از اینکه عبدی به ایران برگشت، فعالیت هنری خود را کم و بیش ادامه داد و با چند خواننده داخل کشور نیز به همکاری پرداخت. اولین کار وی در ایران آهنگسازی و تنظیم چهار قطعه در آلبوم «پل» با اجرای محمد خاکپور بود که در سال ۱۳۷۸ منتشر شد. این آلبوم از بهترین آثار منتشرهٔ یمینی در ایران بود
وی پس از آن، در حدود سال ۱۳۸۰ دو ترانه را برای احمد کربلایی آهنگسازی و تنظیم کرد که جزو تولیدات مرکز موسیقی صدا و سیما محسوب می‌شدند و هر دوی آن‌ها کارهای کم و بیش موفقی بودند و از صدا و سیمای جمهوری اسلامی ایران بارها پخش شدند.
از کارهای منتشر شده دیگر وی در ایران، تنظیم آهنگ خسته با صدای محسن آصف بود که در سال ۱۳۸۴ روانه بازار شد.
اما آخرین کاری که با آهنگسازی و تنظیم عبدی یمینی منتشر شده، تک ترانه‌ای به نام «پرواز» است که سرودهٔ سپهر قادری و خوانندهٔ آن مهیار عسگری است. با وجود چنین کارهایی در مجموع باید گفت که عبدی یمینی پس از بازگشت به ایران، بسیار کم‌کار بود و با خوانندگان معدودی به همکاری پرداخت.
در حالیکه به درستی معلوم نبود که خود وی راغب به همکاری با هنرمندان داخل کشور نیست یا اینکه این خوانندگان داخل کشور به این درک نرسیده بودند که از وجود یک تنظیم‌کننده مطرح استفاده کنند. حتی طی این سال‌ها هیچ نشریه‌ای هم به سراغ وی نرفت و تقریباً هیچ مصاحبه‌ای با این هنرمند مطرح در رسانه‌های داخلی منتشر نگردید. در واقع تنها در زمان مرگ او بر اثر سانحهٔ هوایی بود که از وی در رسانه‌های ایرانی نام برده شد و تنها در آن زمان بود که بسیاری از دوستداران او از حضورش در ایران مطلع شدند.

## درگذشت

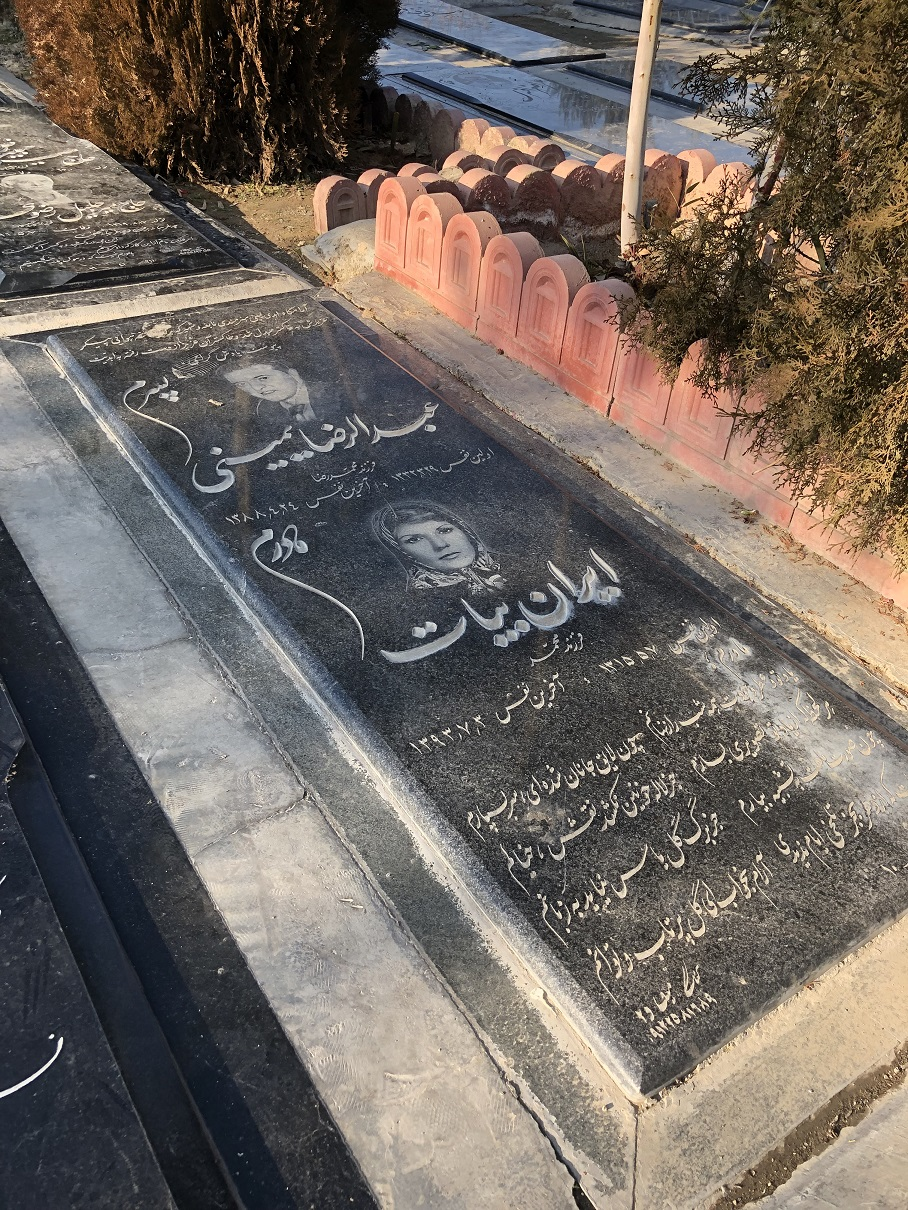
مزار یمینی در بهشت زهرا

عبدی یمینی برای رهبری ارکستر و نوازندگی در کنسرت ابی به ایروان ارمنستان دعوت شد، اما در روز ۲۴ تیر ۱۳۸۸ هواپیمای شرکت هواپیمایی کاسپین که در مسیر تهران – ایروان در پرواز بود، در حوالی قزوین سقوط کرد و تمامی مسافرین و خدمه و کادر پروازی در دم جان سپردند. در این پرواز که بعدها با عنوان پرواز شماره ۷۹۰۸ هواپیمایی کاسپین لقب گرفت و منجر به کشته شدن ۱۶۹ نفر از سرنشینان این هواپیما شد، عبدی یمینی آهنگساز و تنظیم‌کننده ایرانی نیز یکی از مسافران پرواز بود و در این حادثه جان باخت.
علاوه بر اعضای تیم ملی نوجوانان جودوی ایران، که سرنشینان این هواپیما محسوب می‌شدند، جمع قابل توجهی از مسافرانی که در این هواپیما جان باختند، افرادی بودند که جهت شرکت در کنسرت‌هایی که در روزهای آتی در ارمنستان برگزار می‌شد، عازم این کشور شده بودند.
داریوش اقبالی، چند روز بعد از مرگ عبدی یمینی دربارهٔ وی چنین گفت:
«من با عبدی کارهای مشترک بسیاری داشتم. آلبوم «امان از» یکی از کارهای مشترک‌مان بود. سفرهای زیادی با هم داشتیم. در سفرهای دور و درازی که باهم داشتیم همواره می‌گفت که دلش نمی‌خواهد به هنگام مرگ به خاک بسپارندش. می‌گفت: «دلم می‌خواهد مرا بسوزانند.» او از محیط خارج از کشور آزرده‌خاطر بود. به همین دلیل کوچ کرد و رفت به ایران… به یاد عبدی عزیز مراسمی در پاریس خواهیم داشت و من ترانه‌هایش را خواهم خواند. با گل و شمعی و نوای پیانوئی، یادش را گرامی خواهیم داشت.»
همچنین شهیار قنبری، در مصاحبه‌ای با رادیو فردا چنین گفت:
عبدی به باور من، داناترین موسیقی‌دانی است که من در همهٔ این سال‌ها باهاش کار کرده‌ام. عبدی تحصیلات عالی موسیقی داشت. در اتریش و انگلیس؛ یعنی عبدی یک موسیقی‌دان «تصادفی» نبود. عبدی همهٔ زندگی‌اش را وقف موسیقی کرده بود. حتی به‌خاطر موسیقی به خواستهٔ پدرش تن در نداد و راه موسیقی را ادامه داد. اما متأسفانه روز یکشنبه که به خواهرش تلفن کردم، خواهرش گفت حتی یک نفر از دوستان و همکاران عبدی هم به او تلفن نکرده تا مرگ عبدی را تسلیت بگوید؛ و این یک «تراژدی ایرانی» است. تاریخ به شکل غم‌انگیزی تکرار شده. واروژان بزرگ هم چنین سرنوشتی داشت. در مراسم خاک‌سپاری واروژان از بزرگان (نامداران) خبری نبود! ...

### خاکسپاری
عبدی یمینی در سوم مرداد ۱۳۸۸ در قطعه ۲۱۱ ردیف: ۴۱ شماره: ۱۰ بهشت زهرای تهران، بدون حضور هیچ‌یک از اهالی هنر به خاک سپرده شد.

## ترانه‌شناسی
از عبدی یمینی آثار بسیاری چه در زمینهٔ آهنگسازی و چه در زمینهٔ تنظیم به یادگار مانده‌است، که فهرست زیر شامل برخی از آن‌ها است:

## آهنگسازی
| خواننده      | نام ترانه           | ترانه‌سرا         | آهنگساز    | تنظیم‌کننده |
| ------------ | ------------------- | ---------------- | ---------- | ---------- |
| داریوش       | دو مسافر            | شهیار قنبری      | عبدی یمینی | عبدی یمینی |
| داریوش       | روز مبادا           | شهیار قنبری      | عبدی یمینی | عبدی یمینی |
| داریوش       | شاید باید           | شهیار قنبری      | عبدی یمینی | عبدی یمینی |
| داریوش       | تمام من             | شهیار قنبری      | عبدی یمینی | عبدی یمینی |
| داریوش       | امان از             | شهیار قنبری      | عبدی یمینی | عبدی یمینی |
| داریوش       | به تکرار غم نیما    | شهریار دادور     | عبدی یمینی | عبدی یمینی |
| داریوش       | به بچه‌هامون چی بگیم | اردلان سرفراز    | عبدی یمینی | عبدی یمینی |
| منصور        | فرفره‌های بی‌باد      | شهیار قنبری      | عبدی یمینی | عبدی یمینی |
| منصور        | خانگی               | شهیار قنبری      | عبدی یمینی | عبدی یمینی |
| منصور        | تصویر آخر           | شهیار قنبری      | عبدی یمینی | عبدی یمینی |
| منصور        | دوباره‌ها            | شهیار قنبری      | عبدی یمینی | عبدی یمینی |
| منصور        | آواره               | مسعود امینی      | عبدی یمینی | عبدی یمینی |
| منصور        | شاخهٔ شکسته          | ایرج رزمجو       | عبدی یمینی | عبدی یمینی |
| نوش آفرین    | اکسیژن              | شهیار قنبری      | عبدی یمینی | عبدی یمینی |
| نوش آفرین    | همیشه من دیر می‌رسم  | شهیار قنبری      | عبدی یمینی | عبدی یمینی |
| محمد خاکپور  | پل                  | پیام پارسا       | عبدی یمینی | عبدی یمینی |
| محمد خاکپور  | سرآغاز              | پیام پارسا       | عبدی یمینی | عبدی یمینی |
| محمد خاکپور  | آدم‌برفی             | پیام پارسا       | عبدی یمینی | عبدی یمینی |
| محمد خاکپور  | پیوند               | فرهاد مهرآوا     | عبدی یمینی | عبدی یمینی |
| احمد کربلایی | خاک پیر             | علی معلم دامغانی | عبدی یمینی | عبدی یمینی |
| احمد کربلایی | دست‌های مهربون       | علی معلم دامغانی | عبدی یمینی | عبدی یمینی |

## تنظیم
| خواننده                 | نام ترانه                     | ترانه‌سرا          | آهنگساز          | تنظیم‌کننده |
| ----------------------- | ----------------------------- | ----------------- | ---------------- | ---------- |
| عارف                    | لیلی                          | لیلا کسری         | سیاوش قمیشی      | عبدی یمینی |
| عارف                    | عشق تو نمی‌میرد (اجرای جدید)   | علیرضا طبایی      | جمشید زندی       | عبدی یمینی |
| عارف                    | ای خدا (اجرای جدید)           | ایرج جنتی عطایی   | بابک بیات        | عبدی یمینی |
| عارف                    | خواب                          | مینا جلالی        | حسن شماعی‌زاده    | عبدی یمینی |
| عارف                    | گل مهتاب                      | مینا جلالی        | جلیل زلاند       | عبدی یمینی |
| عارف                    | نه نباید                      | زویا زاکاریان     | مارتیک           | عبدی یمینی |
| عارف                    | همه‌چیم یار (اجرای جدید)       | امان منطقی        | انوشیروان روحانی | عبدی یمینی |
| عارف                    | بهترین بهانه (اجرای جدید)     | حسین نجفیان       | کوروش یغمایی     | عبدی یمینی |
| عارف                    | یار که بودی (اجرای جدید)      | محمدعلی شیرازی    | حسن لشکری        | عبدی یمینی |
| عارف                    | قصر صدف (اجرای جدید)          | مسعود هوشمند      | جمشید زندی       | عبدی یمینی |
| عارف                    | چشمان تو (اجرای جدید)         | علیرضا طبایی      | حسن لشکری        | عبدی یمینی |
| عارف                    | سلطان قلب‌ها (اجرای جدید)      | محمدعلی شیرازی    | انوشیروان روحانی | عبدی یمینی |
| عارف                    | نامهربون (اجرای جدید)         | شهیار قنبری       | بابک افشار       | عبدی یمینی |
| عارف                    | گناهت را نمیبخشم (اجرای جدید) | ابوالقاسم زارعی   | حسن لشکری        | عبدی یمینی |
| عارف                    | نصیحت (اجرای جدید)            | کریم محمودی       | پرویز مقصدی      | عبدی یمینی |
| داریوش                  | سهم من                        | اردلان سرفراز     | فرید زلاند       | عبدی یمینی |
| داریوش                  | بالای نی                      | شهیار قنبری       | محمد زمانی       | عبدی یمینی |
| ابی                     | دلبر                          | اردلان سرفراز     | فرید زلاند       | عبدی یمینی |
| ابی                     | اقاقی                         | زری مینویی        | سیاوش قمیشی      | عبدی یمینی |
| معین                    | میلاد                         | همایون هوشیارنژاد | حسن شماعی‌زاده    | عبدی یمینی |
| معین                    | کسی مثل تو نشد                | حسن شماعی‌زاده     | حسن شماعی‌زاده    | عبدی یمینی |
| حسن شماعی‌زاده           | یه قدم من یه قدم تو           | فریدون علیخانی    | حسن شماعی‌زاده    | عبدی یمینی |
| حسن شماعی‌زاده           | خانه‌ام                        | حسن شماعی‌زاده     | حسن شماعی‌زاده    | عبدی یمینی |
| شهره                    | معما                          | اردلان سرفراز     | فرید زلاند       | عبدی یمینی |
| شهره                    | کلید                          | بیژن سمندر        | حسن شماعی‌زاده    | عبدی یمینی |
| شهره                    | قصه                           | هومن              | سیاوش قمیشی      | عبدی یمینی |
| لیلا فروهر              | کبوتر عشق                     | مسعود فردمنش      | سیاوش قمیشی      | عبدی یمینی |
| نوش آفرین               | سراب                          | اردلان سرفراز     | حسن شماعی‌زاده    | عبدی یمینی |
| امید                    | چرا با من                     | همایون هوشیارنژاد | حسن شماعی‌زاده    | عبدی یمینی |
| بیژن مرتضوی             | دایره وجود                    | تندیس             | بیژن مرتضوی      | عبدی یمینی |
| شهرام صولتی             | کوله‌بار                       | مسعود هوشمند      | سیاوش قمیشی      | عبدی یمینی |
| شهرام شب‌پره             | چادری                         | همایون هوشیارنژاد | شهرام شب‌پره      | عبدی یمینی |
| شهرام شب‌پره             | مسافر                         | همایون هوشیارنژاد | حسن شماعی‌زاده    | عبدی یمینی |
| شهرام شب‌پره             | کدوم شب                       | بیژن سمندر        | حسن شماعی‌زاده    | عبدی یمینی |
| شهرام شب‌پره             | نیاز                          | همایون هوشیارنژاد | شهرام شب‌پره      | عبدی یمینی |
| شهرام شب‌پره             | خونهٔ عشق                      | مسعود فردمنش      | شهرام شب‌پره      | عبدی یمینی |
| شهرام شب‌پره             | عشقت نمیره از یاد             | شهرام شب‌پره       | ژان پی‌یر         | عبدی یمینی |
| شهرام شب‌پره و ناهید     | کتاب عشق (دلبر)               | همایون هوشیارنژاد | شهرام شب‌پره      | عبدی یمینی |
| شهرام شب‌پره و ناهید     | دختر شرقی                     | هما میرافشار      | شهرام شب‌پره      | عبدی یمینی |
| ناهید                   | سکهٔ دورو                      | اردلان سرفراز     | سیاوش قمیشی      | عبدی یمینی |
| فرزین                   | عشق                           | جهانبخش پازوکی    | جهانبخش پازوکی   | عبدی یمینی |
| فرزین                   | دخترا و پسرا                  | جهانبخش پازوکی    | جهانبخش پازوکی   | عبدی یمینی |
| هاتف                    | پرنده مهاجر                   | حسین نجفیان       | کوروش یغمایی     | عبدی یمینی |
| هاتف                    | تعظیم                         | هاتف              | هاتف             | عبدی یمینی |
| هاتف                    | نفت (خونه)                    | هاتف              | هاتف             | عبدی یمینی |
| هاتف                    | وقفه                          | هاتف              | هاتف             | عبدی یمینی |
| هاتف                    | سفیر                          | هاتف              | هاتف             | عبدی یمینی |
| هاتف                    | آغوش آفتابی                   | هاتف              | هاتف             | عبدی یمینی |
| منصور                   | سایه‌بون                       | مسعود فردمنش      | سیاوش قمیشی      | عبدی یمینی |
| منصور                   | قاب                           | همایون هوشیارنژاد | حسن شماعی‌زاده    | عبدی یمینی |
| منصور                   | پاییز                         | همایون هوشیارنژاد | حسن شماعی‌زاده    | عبدی یمینی |
| منصور                   | پرنده‌های بی‌وطن                | اکبر آزاد         | بابک بیات        | عبدی یمینی |
| منصور                   | عطر گل یخ                     | رضا اشعاری        | فریبرز لاچینی    | عبدی یمینی |
| منصور                   | بهار اومد                     | همایون اسدی       | همایون اسدی      | عبدی یمینی |
| شهیار قنبری             | اولین بار                     | شهیار قنبری       | شهیار قنبری      | عبدی یمینی |
| شهیار قنبری             | بی بی آبی                     | شهیار قنبری       | شهیار قنبری      | عبدی یمینی |
| شهیار قنبری             | Once again                    | شهیار قنبری       | شهیار قنبری      | عبدی یمینی |
| شهیار قنبری             | غسل تعمید                     | شهیار قنبری       | شهیار قنبری      | عبدی یمینی |
| شهیار قنبری             | سفرنامه                       | شهیار قنبری       | شهیار قنبری      | عبدی یمینی |
| شهیار قنبری             | دل‌ریخته                       | شهیار قنبری       | شهیار قنبری      | عبدی یمینی |
| شهیار قنبری             | The sea in me                 | شهیار قنبری       | شهیار قنبری      | عبدی یمینی |
| شهیار قنبری             | دوباره در مهرآباد             | شهیار قنبری       | شهیار قنبری      | عبدی یمینی |
| امیر آرام               | نازنین                        | امیر آرام         | امیر آرام        | عبدی یمینی |
| امیر آرام               | مهمون                         | امیر آرام         | امیر آرام        | عبدی یمینی |
| امیر آرام               | اگه روزی تو نباشی             | امیر آرام         | امیر آرام        | عبدی یمینی |
| امیر آرام               | وحشی                          | وحشی بافقی        | امیر آرام        | عبدی یمینی |
| امیر آرام               | عراقی                         | عراقی همدانی      | امیر آرام        | عبدی یمینی |
| امیر آرام               | عاشق نبودی                    | امیر آرام         | امیر آرام        | عبدی یمینی |
| امیر آرام               | صدا                           | همایون هوشیارنژاد | امیر آرام        | عبدی یمینی |
| امیر آرام               | مهربونی                       | همایون هوشیارنژاد | امیر آرام        | عبدی یمینی |
| امیر آرام               | فقط تو                        | همایون هوشیارنژاد | امیر آرام        | عبدی یمینی |
| امیر آرام               | بازم اون نیومد                | همایون هوشیارنژاد | امیر آرام        | عبدی یمینی |
| امیر آرام               | بت چین                        | علی‌اکبر شیدا      | علی‌اکبر شیدا     | عبدی یمینی |
| منوچهر سخایی            | صمیمی باش                     | جهانبخش پازوکی    | جهانبخش پازوکی   | عبدی یمینی |
| داوود بهبودی            | شاخه نبات                     | مسعود فردمنش      | سیاوش قمیشی      | عبدی یمینی |
| مهرداد آسمانی           | نازنین                        | همایون هوشیارنژاد | مهرداد آسمانی    | عبدی یمینی |
| محمود قربانی و مونالیزا | اگه بفهمن واویلا              | محمود قربانی      | محمود قربانی     | عبدی یمینی |
| محمود قربانی و مونالیزا | حرومه                         | محمود قربانی      | محمود قربانی     | عبدی یمینی |
| محمود قربانی            | چادر زری                      | محمود قربانی      | محمود قربانی     | عبدی یمینی |
| محمود قربانی            | من به دنبال کسی میگردم        | بابا حیدر         | محمود قربانی     | عبدی یمینی |
| نازنین                  | شاه پریون                     | مسعود فردمنش      | فرید زلاند       | عبدی یمینی |
| نازنین                  | حسرت دیدار                    | مسعود فردمنش      | فرید زلاند       | عبدی یمینی |
| محسن آصف                | خسته                          | عطاالله تمیمی     | سعید مهناویان    | عبدی یمینی |
| مهیار عسگری             | پرواز                         | سپهر قادری        | عبدی یمینی       | عبدی یمینی |

تنظیم و رهبری ارکستر در کنسرت‌ها
- صحنهٔ ۱ داریوش (۱۳۷۰)
- صحنهٔ ۲ داریوش (۱۳۷۴)
- کنسرت ۱۹۹۶ منصور (۱۳۷۵)

## دربارهٔ او
عبدی یمینی در ابتدا، قبل از هرچیز به عنوان یک نوازنده در ارکستر فریدون فروغی ظاهر شد و سپس با پیشرفت‌های تحصیلی‌اش در کشور دیگر، تبدیل به یکی از بهترین آهنگسازان زمانهٔ خود شد.
شهیار قنبری، خواننده و ترانه‌سرای معروف طی مصاحبه‌ای با رادیو فردا دربارهٔ عبدی می‌گوید:
عبدی به باور من، داناترین موسیقی‌دانی است که من در همهٔ این سال‌ها باهاش کار کرده‌ام. عبدی تحصیلات عالی موسیقی داشت. در اتریش و انگلیس. یعنی عبدی یک موسیقی دان «تصادفی» نبود. عبدی همهٔ زندگی‌اش را وقف موسیقی کرده بود. حتی به خاطر موسیقی به خواستهٔ پدرش تن در نداد و راه موسیقی را ادامه داد.
یکی از ویژگی‌های مهم عبدی یمینی تسلط وی بر بیشتر سازهای ارکستر، به‌خصوص بر گیتار، پیانو، ویلن، ویلنسل، کیبورد و… بود.
این موضوع یکی از اولین و مهمترین چیزهایی است که در کار آهنگسازی حائز اهمیت بوده و شناخت سازها و نحوه استفاده از آن‌ها در قطعات موسیقی لازمهٔ اصلی کار یک آهنگساز می‌باشد. امّا نمونه‌های زیادی از کارهای عبدی یمینی موجودند که همگی آن‌ها حکایت از آشنایی دقیق و کامل این آهنگساز فقید، با بیشتر سازها به لحاظ تئوری و عملی دارند. سه تا از این سازها که جز مهمترین سازهای مورد استفادهٔ عبدی یمینی در ارکسترهایش به‌شمار می‌آمدند، گیتار، پیانو و کیبورد هستند، که به بهترین شکل در آهنگ‌ها و تنظیم‌های او مورد استفاده قرار گرفته‌اند.
در واقع عبدی یمینی به‌واسطه تحصیلات کاملی که در حیطهٔ موسیقی داشت، شناخت زیادی از سازهای موسیقی فول آکوستیک Full Acoustic پیدا کرده بود.
یمینی علاوه بر ارائهٔ ارکسترهای کامل و پرمایه، در عرصهٔ رهبری ارکستر زبانزد خاص و عام بود. سابقه نداشت که در هیچ‌یک از ارکسترهایی که یمینی تدارک می‌دید، کمتر از ده-دوازده نوازنده را بکار بگیرد. به‌عنوان نمونه ارکستری که وی برای کنسرت یکی از هنرمندان باسابقه در خارج از کشور فراهم کرده بود، نه فقط نوازندگان گیتار، ترومپت، فلوت و… حضوری چشمگیر داشتند، بلکه نکته قابل تأمل دیگری هم در این ارکستر وجود داشت و آن حضور یک نوازندهٔ چنگ در آن کنسرت بود که عبدی یمینی با مهارت و زیبایی تمام، صدای چنگ را در خلال صدای خواننده و ملودی‌ها و آکوردهای سایر سازها قرار داده بود. حال آن که تا آن زمان کمتر کسی در عرصهٔ موسیقی پاپ به استفاده از صدای چنگ در ارکستر می‌پرداخت یا اگر احیاناً کسی از چنگ استفاده می‌کرد، آن استفاده فقط در همین حد بود که مثلاً در اوایل آهنگ ملودی مختصری به این ساز محول می‌شد، یا امکان داشت که از چنگ برای جواب آواز خواننده استفاده شود. اما مایهٔ حیرت است که یمینی در آن کنسرت صدای چنگ را در کنار صدای سایر سازها قرار داده بود و نوازندهٔ چنگ در نود درصد کنسرت کاملاً و بدون وقفه مشغول نواختن سازش بود.
یکی از فاکتورهای تنظیم برای یک قطعه موسیقی، استفاده مناسب و به‌موقع از سازهای زنده و الکترونیک است. همچنین هماهنگی بین سازهای موجود در یک ارکستر نیز یکی دیگر از فاکتورهای تنظیم مناسب است که در تنظیم‌های انجام شده توسط عبدی یمینی هر دوی این نکات به دقّت لحاظ گردیده‌است.
ویژگی دیگری که از ابتدا تا پایان در کارنامه عبدی یمینی مشاهده می‌شد، دقت وی در نحوه انتخاب سازها برای یک قطعه موسیقی بود. به‌عنوان نمونه در یکی از کنسرت‌های داریوش، ارکستری کامل و کمیاب توسط عبدی یمینی رهبری گردید که در نوع خود کم‌نظیر بود. در آن کنسرت عبدی یمینی علاوه برنواختن کیبورد، رهبر ارکستر داریوش هم بود. موسیقی که عبدی یمینی به مخاطبین خود ارائه می‌داد، نشان دهنده این مطلب بود که وی شدیداً به استفاده از سازهای زنده معتقد است و از صداهای شبیه‌سازی شده استفاده نمی‌کند.
عدم استفاده از صداهای شبیه‌سازی شده، یکی از ویژگی‌های همیشگی آثار عبدی یمینی بود.
فرایند Sampling یا استفاده از صداهای شبیه‌سازی شده در ایران و سایر کشورهای اروپایی و آمریکا سابقهٔ طولانی دارد و بسیاری از آهنگسازان ایرانی و خارجی در آثار خویش از این تکنیک استفاده می‌کرده‌اند.
با اینکه در زمانی که یمینی در عرصهٔ تنظیم و آهنگسازی فعالیت می‌کرد، استفاده از Sample در موسیقی پاپ ایرانی چندان رایج و همه‌گیر نشده بود، امّا با توجه به سایر ویژگی‌ها و شاخصه‌های کارهای او می‌توان گفت که حتی اگر در زمان یمینی Sampling همه‌گیر هم می‌شد، باز هم او و افرادی همچون او هرگز به سراغ این تکنولوژی نمی‌رفتند.
تحصیلات و تجارب یمینی در زمینه موسیقی بود و با سازهای مختلف به صورت تئوری و عملی به قدری آشنایی داشت که بتواند برای یک قطعه موسیقی، سازهای مختلف را انتخاب کند و مثل خیل عظیم آهنگسازان فعلی سراغ Sample نرود. علاوه بر این هر نوازنده‌ای افتخار می‌کرد که در کنار کسی همچون عبدی یمینی و سایر هم نسلی‌هایش فعالیت کند. کما اینکه آرمیک دشچی (نوازنده مطرح گیتار) و همین‌طور بسیاری از موسیقی‌دانان و نوازندگان خارج از کشور بودند که همگی با کمال میل و افتخار با یمینی فعالیت کرده بودند.
هم‌نسلان یمینی و همین‌طور بسیاری از دیگر کسانی که در کنار وی در زمینهٔ موسیقی فعالیت مستمر داشته‌اند، همگی بر خصوصیت‌های هنری و نبوغ و خلاقیت او تأکید دارند.
برخی یمینی را حتی به عنوان مرد اول پیانوی ایران ستوده‌اند و در این مورد استدلال‌هایی ارائه کرده‌اند.
اساساً پس از اینکه نسل آهنگسازان و پیانیست‌هایی همچون عبدی یمینی، بابک بیات، واروژان، آندرانیک، صادق نوجوکی و… روی کار آمدند، ساز پیانو حضوری مستمر در موسیقی عامه پسند ایرانی و به‌طورکلی موسیقی پاپ پیدا کرد و رفته رفته با حضور سایر سازها همچون گیتار و… پیشرفت‌های زیادی در موسیقی ایرانی حاصل گردید، که بدون تردید در این پیشرفت همواره نام عبدی یمینی درخشش قابل توجهی دارد.
وقتی به آهنگسازان این نسل اشاره می‌کنیم، بیش از هرچیز ساختارشکنی آن‌ها مورد توجه قرار می‌گیرد. بدون شک در آثار هرکدام از آهنگسازان این نسل پدیده‌های جدیدی دیده می‌شوند که همگی بیانگر پیشرفت موزیسین‌های ایرانی است. گرچه هیچ وقت سبک کاری پیانیست‌های نسل قبل به آن‌ها این اجازه را نمی‌داد که پیانو را با سازهایی غیر از ویلن و ویلنسل و تار و تمبک ترکیب کنند، اما در زمان افرادی همچون واروژان، بابک بیات و اسفندیار منفردزاده و به‌خصوص عبدی یمینی سازهایی مثل گیتار آکوستیک و گیتار الکترونیک و سازهای ضربی هم در کنار پیانو قرار گرفتند.
عده‌ای از منتقدان موسیقی معتقدند که عبدی یمینی به لحاظ اجرای پیانو، مهارت بیشتری نسبت به بابک بیات داشت. این مهارت در تنظیم‌هایی که عبدی برای برخی از آهنگ‌های منصور نظیر «خانگی»، «قاب»، «پاییز» و همچنین آهنگ‌های داریوش اقبالی انجام داد، به چشم می‌آید. در واقع وی با این تنظیم‌ها نشان داد که در زمینهٔ «Full Acoustic» دست کمی از بیات ندارد.
اما برخی نکات دیگر در مورد زندگی هنری عبدی یمینی که باید به آن‌ها توجه کرد:
عبدی یمینی به‌غیر از پیانو بر سازهایی نظیر گیتار هم مسلط بود. نمونه‌های متعددی که حاکی از این تسلط وی هستند، می‌توان ارائه داد؛ مثلاً در قطعهٔ «پل» از محمد خاکپور و همچنین در قطعهٔ «عطر گل یخ» از منصور صدای گیتار به زیبایی و مهارت تمام در زیربنای صدای خواننده جای داده شده‌است. همچنین جواب آوازهای گیتار در این دو قطعه به طرز بسیار استادانه‌ای تنظیم گردیده‌است.
همچنین در قطعه «تمام ناتمام من» با صدای داریوش، عبدی یمینی به زیبایی از تکنیک Tremolo در ساز گیتار استفاده شده‌است.
عبدی یمینی با سازهای الکترونیک آشنایی داشت که این تسلط و آشنایی در قطعات «تصویر آخر» و «شاخه شکسته» با صدای منصور کاملا مشهود است.
همچنین تسلط وی در پیانو هم به خوبی در آهنگ‌هایش مشخص است. هم‌نوازی‌هایی که او با ارکستر پیانو داشت و همچنین جواب آواز خواننده در آهنگ‌های مختلف مخصوصاً آهنگ‌های «قاب» و «خانگی» از منصور جزو نمونه‌هایی هستند که هنوز هم در موسیقی ما تکرار نشده‌است.
از این‌ها گذشته، آلبوم «امان از» با صدای داریوش، یکی از آثار یمینی است که آشکارا یک جهش و اتفاق بزرگ در موسیقی پاپ ایران به‌شمار می‌آید که هنوز هم به نوعی، دست نیافتنی و تکرارناشدنی به نظر می‌آید. به ویژه خود آهنگ «امان از ...» در این آلبوم که از آبرومندترین آثار راک ساخته شده توسط یک هنرمند ایرانی محسوب می‌شود.
برای مشخص شدن اختلاف سطح آهنگسازی عبدی در این آلبوم و برخی آثار دیگرش، کافی است تا به‌طور مشخص قطعهٔ «به تکرار غم نیما» را با بهترین ساخته‌های دیگر بزرگان موسیقی مقایسه کرد تا در نهایت بدین نتیجه رسید که اینهمه دقت و حوصله و ذوق و سلیقه در این قبیل آثار عبدی یمینی، حقیقتاً شگفت‌انگیز است. در این آهنگ، از اورتور و مقدمه چینی طولانی و البته به‌جای ارائه شده در ابتدای آهنگ، تا تغییر گام‌های فوق العادهٔ آن و نیز استفادهٔ حیرت‌آور از سینتی‌سایزر برای افکت‌های الکتریک گیتار، و… همه و همه اثر عبدی یمینی را مهیای تبدیل شدن به یک شاهکار بی بدیل می‌کنند. به همین ترتیب در ترانهٔ «به بچه هامون چی بگیم؟» باز هم با صدای داریوش که طی آن عبدی یمینی، شعر اردلان سرفراز را به رساترین شکل ممکن فریاد کرده‌است.
در واقع بزرگترین برگ برندهٔ یمینی تسلط عجیبی بود که وی بر روی کیبورد داشت و از این ساز بهترین استفاده را برای زیر سازی کارهایش می‌نمود.
در آثار عبدی یمینی به سختی می‌توان نقطه ضعفی پیدا کرد و همه چیز در آثار او، به نحوی در بالاترین سطح ممکن برای یک هنرمند ایرانی قرار می‌گیرند. موسیقی عبدی یمینی هم را می‌توان در نسل جدید «موسیقی معترض» تعریف کرد. موسیقی عبدی یمینی، هم متفاوت بود؛ هم جدی بود و هم معترض.
تمام مطالب و نکاتی که گفته شد، دلایلی بر این واقعیت هستند که نام عبدی یمینی همواره بر قله هنر ایران جاودانه مانده و جاودانگی آهنگ‌هایش تا ابدیت در ذهن نسل‌ها باقی خواهد ماند.